# Liste der Biografien/Gras
Liste der Biografien |
Portal Biografien |
Personensuche
# |
A |
B |
C |
D |
E |
F |
G |
H |
I |
J |
K |
L |
M |
N |
O |
P |
Q |
R |
S |
T |
U |
V |
W |
X |
Y |
Z |
?
 
Ga |
Gb |
Gc |
Gd |
Ge |
Gf |
Gh |
Gi |
Gj |
Gk |
Gl |
Gm |
Gn |
Go |
Gp |
Gq |
Gr |
Gs |
Gu |
Gv |
Gw |
Gy |
Gz
 
Gra |
Grb–Grd |
Gre |
Grg |
Gri |
Grj |
Grk |
Grl |
Grm |
Gro |
Grs |
Gru |
Gry |
Grz
 
Graa |
Grab |
Grac |
Grad |
Grae |
Graf |
Grag |
Grah |
Grai |
Graj |
Grak |
Gral |
Gram |
Gran |
Grao |
Grap |
Grar |
Gras |
Grat |
Grau |
Grav |
Graw |
Gray |
Graz
Die Liste der Biografien führt alle Personen auf, die in der deutschsprachigen Wikipedia einen Artikel haben. Dieses ist eine Teilliste mit 350 Einträgen von Personen, deren Namen mit den Buchstaben „Gras“ beginnt.

## Gras
- Gras de Mereles, Louise Noëlle (* 1944), mexikanische Kunsthistorikerin
- Gras du Villard, Pierre († 1785), französischer Theologe und Schriftsteller
- Gras, Basile (1836–1901), französischer General
- Gras, Caspar (1585–1674), österreichischer Bildhauer, Bronzegießer und Vertreter des Manierismus
- Gras, Claude-Lupicin (1738–1805), französischer Chirurg
- Gras, Enrico (1919–1981), italienischer Dokumentarfilmer
- Gras, Félix (1844–1901), französischer Schriftsteller okzitanischer Sprache
- Gras, Fred (* 1927), deutscher Sportsoziologe und Hochschullehrer
- Gras, Henri († 1665), französischer Arzt
- Gras, Laurent (* 1976), französischer Eishockeyspieler
- Gras, Louis (1901–1986), französischer Radrennfahrer
- Graś, Paweł (* 1964), polnischer Politiker, Mitglied des Sejm
- Gras, Philipp (* 1989), deutscher Komponist, Arrangeur und Jazzpianist

### Grasb
- Grasberger, Franz (1915–1981), österreichischer Musikwissenschaftler
- Grasberger, Hans (1836–1898), österreichischer Dichter, Lyriker und Kunstkritiker
- Grasberger, Renate (* 1941), österreichische Kunsthistorikerin und Musikwissenschaftlerin
- Grasberger, Thomas (* 1964), deutscher Journalist und Schriftsteller
- Grasberger, Walter (* 1958), österreichischer Politiker (ÖVP), Mitglied des Bundesrates
- Grasböck, Theobald (1846–1915), österreichischer Ordensgeistlicher, Abt des Stifts Wilhering und Politiker, Landtagsabgeordneter

### Grasc
- Grascha, Christian (* 1978), deutscher Politiker (FDP), MdL
- Graschberger, Antonia (* 1958), deutsche Grafikerin
- Graschberger, Toni (1915–2003), deutscher Schauspieler und Intendant
- Grascher, Simona (* 1986), tschechische Eishockeyspielerin
- Graschew, Martin (* 1987), bulgarischer Straßenradrennfahrer
- Graschi, Christoph (* 2001), österreichischer Fußballspieler
- Graschopf, Birgit (* 1978), österreichische Künstlerin
- Graschtat, Alice (* 1952), deutsche Politikerin (SPD), MdL

### Grase
- Grase, Martin (1891–1963), deutscher Offizier, General der Infanterie im Zweiten Weltkrieg
- Grasedieck, Dieter (* 1945), deutscher Politiker (SPD), MdB
- Grasegger, Georg (1873–1927), deutscher Bildhauer
- Grasegger, Joseph (1900–1967), deutscher Kommunalpolitiker
- Grasegger, Käthe (1917–2001), deutsche Skirennläuferin
- Grasegger, Martin (* 1989), österreichischer Fußballspieler
- Gräsel, Cornelia (* 1966), deutsche Psychologin, Pädagogin und Hochschullehrerin
- Gräsel, Friedrich (1927–2013), deutscher Künstler
- Grasel, Johann Georg (1790–1818), österreichischer Räuber
- Grasel, Mathias (* 1984), deutscher Rechtsanwalt und StrafverteidigerMathias Grasel (* 1984)

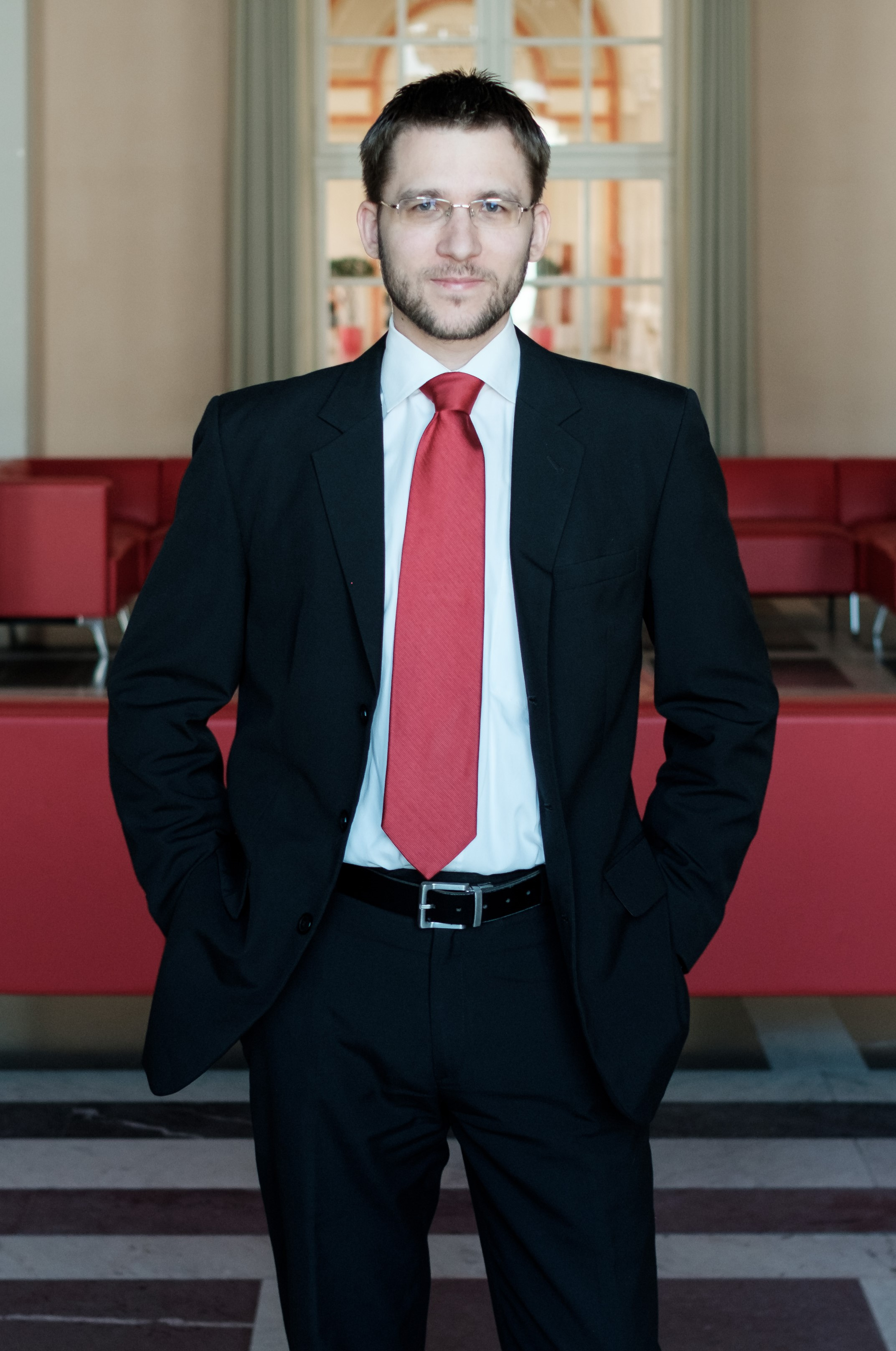
Mathias Grasel (* 1984)

- Graselli, Emma (1856–1922), österreichische Tänzerin
- Graselli-Magnus, Gisela (* 1864), österreichische Theaterschauspielerin
- Grasemann, Christian Heinrich (1783–1838), deutscher Arzt und Botaniker
- Grasemann, Herbert (1917–1983), deutscher Schachkomponist
- Grasemann, Laura (* 1992), deutsche Freestyle-Skierin in der Disziplin Buckelpiste (Moguls)
- Grasenauer, Quirin († 1592), römisch-katholischer Geistlicher
- Grasenick, Fritz (1916–2003), österreichischer Chemiker und Pionier der Elektronenmikroskopie
- Gräser, Adolf Heinrich (1801–1879), deutscher evangelischer Theologe und Politiker
- Graser, Alexander (* 1970), deutscher Rechtswissenschaftler und Hochschullehrer
- Graser, Andreas († 1609), Abt des Stiftes Sankt Peter (Salzburg)
- Gräser, Andrew, deutscher Sänger und Gitarrist
- Graser, Annika (* 1999), deutsche Fußballspielerin
- Gräser, August (1877–1961), deutscher Kommunalbeamter und -politiker
- Graser, Bernhard (1841–1909), deutscher Altphilologe und Diplomat
- Graser, Ernst (1860–1929), deutscher Chirurg und Hochschullehrer
- Gräser, Ferenc (1892–1918), ungarischer Pilot und Jagdflieger
- Gräser, Fritz-Hubert (1888–1960), deutscher General der Panzertruppe im Zweiten Weltkrieg
- Gräser, Gustav (1879–1958), deutsch-österreichischer Künstler und Aussteiger
- Graser, Heinrich (1887–1957), deutscher Jurist und Oberbürgermeister von Lörrach (1927–1933)
- Graser, Hermann (1835–1903), deutscher Verlagsbuchhändler
- Graser, Johann Baptist (1766–1841), deutscher Pädagoge und Beamter, römisch-katholischer Geistlicher
- Graser, Jörg (* 1951), deutscher Filmregisseur und Drehbuchautor
- Gräser, Karl (1875–1916), ungarischer Anarchist, Aussteiger und NaturmenschKarl Gräser (1875–1916)

Karl Gräser (1875–1916)

- Gräser, Leopold (1869–1927), badischer Verwaltungsbeamter
- Gräser, Marcus (* 1964), deutscher Historiker und Hochschullehrer
- Graser, Max (1902–1980), deutscher Politiker
- Gräser, Patrick (* 1969), deutscher Schauspieler
- Graser, Rudolph (1728–1787), österreichischer Benediktiner und Homilet
- Graser, Sebastian (* 1996), österreichischer Skirennläufer und Fallschirmspringer
- Gräser, Silke (* 1963), deutsche Psychologin
- Gräser, Toni (1933–2022), Schweizer Radrennfahrer
- Grases, Montserrat (1941–1959), spanische Frau, Mitglied der katholischen Organisation Opus Dei

### Grash
- Grashey, Hellmut (1914–1990), stellvertretender Inspekteur des Heeres der Bundeswehr
- Grashey, Hubert von (1839–1914), deutscher Psychiater
- Grashey, Rudolf (1876–1950), deutscher Röntgenologe und Arzt
- Grashin, Mauri (1901–1991), US-amerikanischer Drehbuchautor
- Grashof, Christian (* 1943), deutscher SchauspielerChristian Grashof (* 1943)

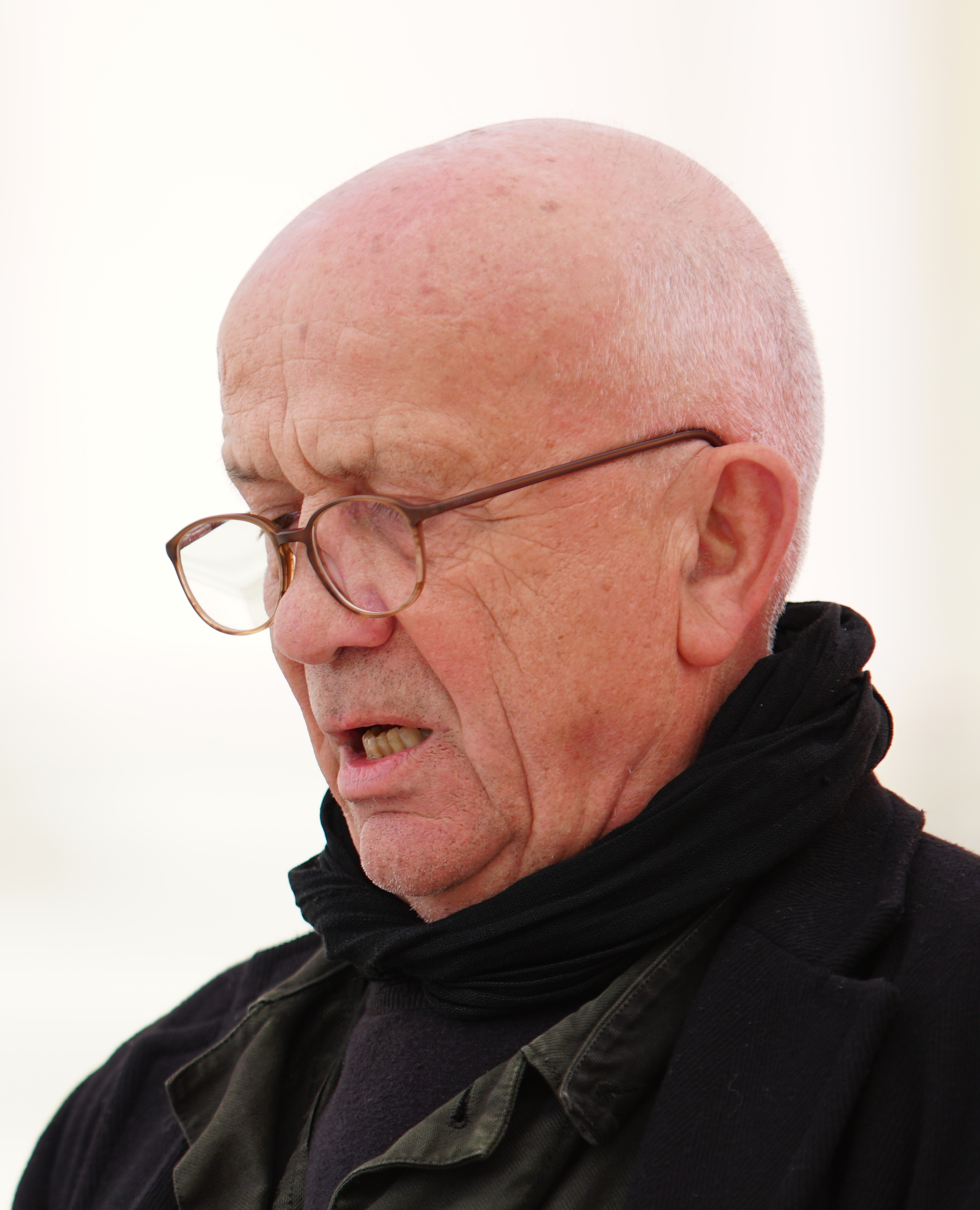
Christian Grashof (* 1943)

- Grashof, Franz (1826–1893), deutscher Ingenieur
- Grashof, Hermann (1809–1867), deutscher Jurist und Politiker aus dem Sauerland
- Grashof, Karl Friedrich August (1770–1841), deutscher Theologe, Pädagoge, Mathematiker, Schulrat und Gymnasialdirektor
- Grashof, Manfred (* 1946), deutscher Terrorist der Roten Armee Fraktion
- Grashof, Otto (1812–1876), deutscher Porträt-, Historien-, Genre-, Tier- und Landschaftsmaler
- Grashoff, David (* 1973), deutscher Schriftsteller
- Grashoff, Eberhard (1928–2020), deutscher Journalist
- Grashoff, Hans (1862–1938), deutscher Verwaltungsbeamter, Regierungspräsident
- Grashoff, Helmut (1928–1997), deutscher Manager von Borussia Mönchengladbach
- Grashoff, Malte (* 1992), deutscher Fußballspieler
- Grashoff, Rik (* 1961), niederländischer Politiker
- Grashoff, Udo (* 1966), deutscher Schriftsteller
- Grashoff, Wilhelm (1828–1903), deutscher evangelischer Pfarrer
- Grashorn, Burkhard (1940–2017), deutscher Architekt und Hochschullehrer
- Grashorn, Rashmi (* 1988), deutsche Politikerin indischer Herkunft (Bündnis 90/Die Grünen), MdL Niedersachsen
- Grashuis, Joannes (1699–1772), niederländischer Mediziner, Arzt in Amsterdam

### Grask
- Graskamp, Markus (* 1970), deutscher Fußballtrainer

### Grasl
- Grasl, Markus (* 1980), österreichischer römisch-katholischer Ordenspriester und Propst von Stift ReichersbergMarkus Grasl (* 1980)

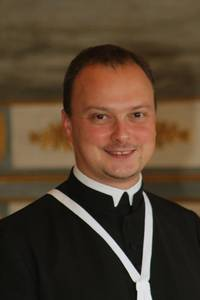
Markus Grasl (* 1980)

- Grasl, Richard (* 1973), österreichischer Redakteur des ORF-NÖ
- Graslie, Emily (* 1989), US-amerikanische Wissenschaftsjournalistin
- Graslin, Adolphe de (1802–1882), französischer Entomologe

### Grasm
- Grasmaier, Benedikta (1688–1775), Äbtissin von Lichtenthal
- Grasmair, Johann Georg Dominikus (1691–1751), österreichischer Maler des Barock
- Grasmann, Christian (* 1981), deutscher Radrennfahrer
- Grasmann, Eustachius (1856–1935), deutscher Forstwissenschaftler
- Grasmann, Max (1875–1942), deutscher Chirurg
- Grasmann, Max (1889–1977), deutscher Jurist, Wirtschaftswissenschaftler, Verbandsfunktionär, Bankier und Politiker (CSU)
- Grasmayr, Alois (1876–1955), österreichischer Lehrer, Hotelier und Schriftsteller
- Grasmeier, Peter (* 1990), deutscher Koch
- Grasmeyer, Christa (* 1935), deutsche Schriftstellerin
- Grasmück, Ernst Ludwig (1933–2017), deutscher römisch-katholischer Kirchenhistoriker
- Grasmuck, Günter (* 1957), österreichischer Schlagzeuger und Rockmusiker
- Grasmück, Hartmut (* 1955), deutscher Polizeipräsident
- Grasmück, Jürgen (1940–2007), deutscher Science-Fiction-Autor
- Grasmück, Martin (* 1970), deutscher Journalist
- Grasmück, Oliver, deutscher Religionswissenschaftler, u. a. tätig als Lektor und Übersetzer
- Grasmug, Lilith, französische SchauspielerinLilith Grasmug

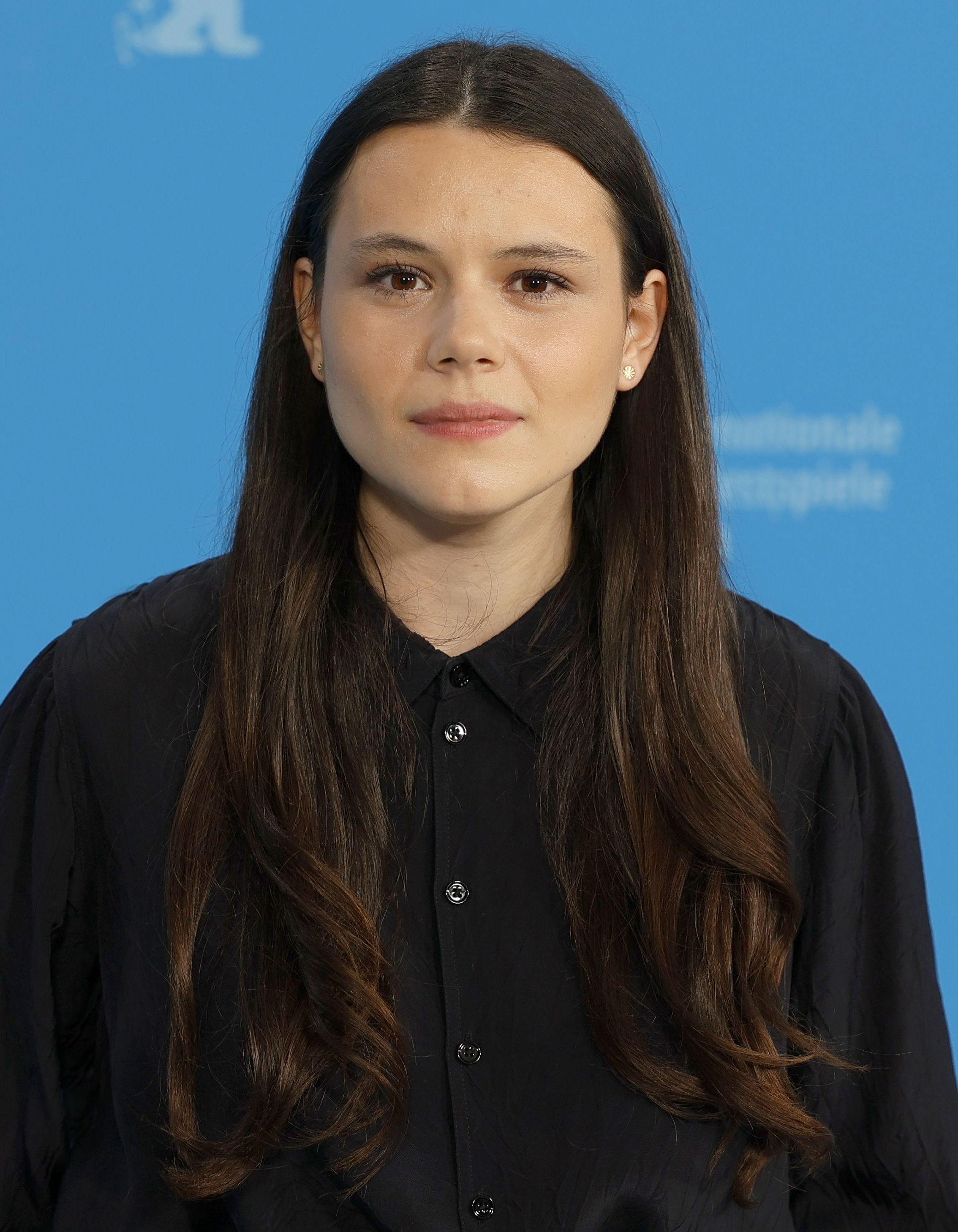
Lilith Grasmug

- Grasmüller, Andreas (1925–2005), deutscher Tierschützer, Anwalt, und Fernsehmoderator

### Grasn
- Grasner, Günter (1909–2000), deutscher Kriminalpolizist, Direktor des Landeskriminalamtes Nordrhein-Westfalen
- Gräsner, Jan-Thorsten (* 1971), deutscher Anästhesiologe, Notfallmediziner, Hochschullehrer und Versorgungsforscher
- Grasnick, Charlotte (1939–2009), deutsche Dichterin
- Grasnick, Fred (1930–1996), deutscher Schauspieler, Regisseur und Intendant
- Grasnick, Georg (1927–2016), deutscher Journalist
- Grasnick, Ulrich (* 1938), deutscher Dichter

### Graso
- Grašo, Petar (* 1976), kroatischer Popsänger und Songwriter
- Grason, William (1788–1868), US-amerikanischer Politiker, Gouverneur von Maryland

### Grass
- Graß, Adolf (1841–1926), deutscher Historien- und Porträtmaler der Düsseldorfer Schule
- Grass, Artur (* 1992), deutsch-kasachischer Eishockeyspieler und -trainer
- Grass, August von (1819–1880), Oberförster und Abgeordneter
- Grass, Bartholomäus (1743–1815), Schweizer reformierter Pfarrer und Schulreformer
- Grass, Brigitte (* 1953), deutsche Florettfechterin und Wirtschaftswissenschaftlerin
- Grass, Carl Otto (1847–1897), deutscher Chemiker und Stahlmanager
- Grass, Caspar (1639–1721), Schweizer reformierter Pfarrer, Theologe und Bibelübersetzer
- Grass, Ernst Sigismund, schlesischer Arzt und Mitglied der Gelehrtenakademie „Leopoldina“
- Grass, Frank J. (* 1951), US-amerikanischer General (US Army); Chief of the National Guard Bureau
- Grass, Franz (1914–1993), österreichischer Rechtshistoriker
- Grass, Franz Xaver (1758–1833), österreichischer Mönch, Bibliothekar und Orientalist
- Graß, Friedrich (1902–1971), deutscher Volkswirt und Politiker (CDU), MdL
- Grass, Fritz (1891–1956), deutscher Politiker (Zentrum)
- Grass, Gerrit (* 1969), deutscher Schauspieler
- Grass, Günter (1927–2015), deutscher Schriftsteller, Bildhauer, Maler und GrafikerGünter Grass (1927–2015)

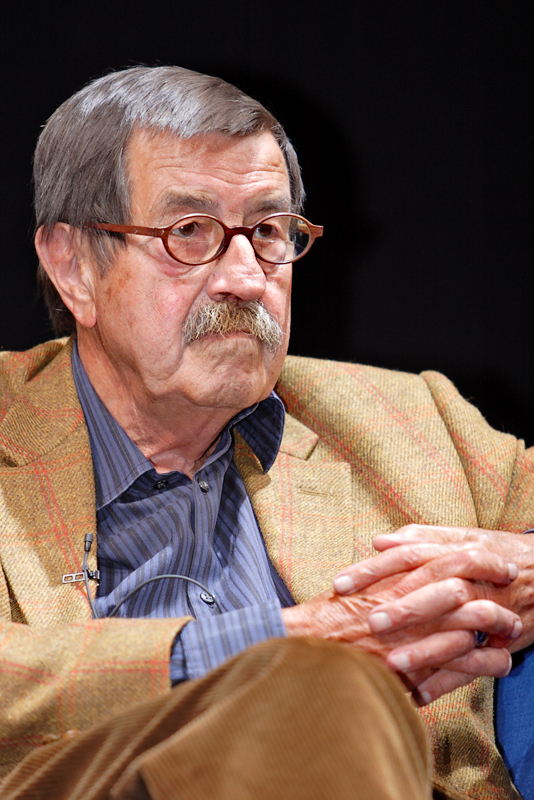
Günter Grass (1927–2015)

- Graß, Hans (1909–1994), deutscher evangelischer Geistlicher und Hochschullehrer
- Grass, Helene (* 1974), deutsche Film- und TheaterschauspielerinHelene Grass (* 1974)

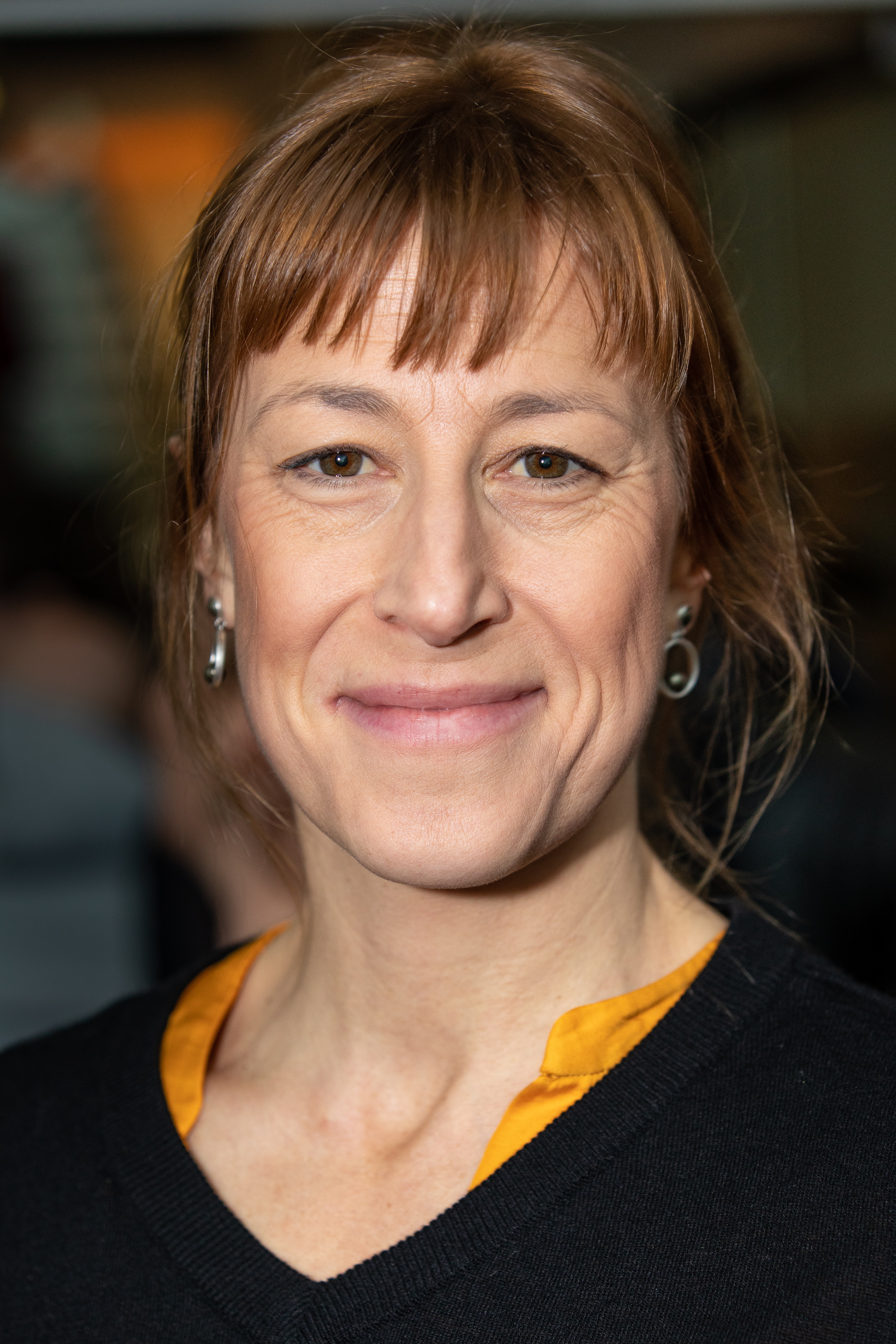
Helene Grass (* 1974)

- Graß, Jakob (1774–1823), österreichischer Orgelbauer
- Grass, Johann Christoph (1639–1702), Schweizer reformierter Pfarrer
- Grass, John († 1918), Häuptling der Sihásapa-Lakota
- Graß, Justus (1799–1869), deutscher Bürgermeister und Politiker
- Grass, Karl Konrad (1870–1927), deutscher evangelischer Theologe, Historiker und Religionswissenschaftler
- Graß, Karl Martin (* 1937), deutscher Historiker und Politiker (CDU), MdB
- Grass, Michael der Ältere (1541–1595), deutscher Jurist
- Grass, Michael der Jüngere (1657–1731), deutscher Rechtswissenschaftler und Hochschullehrer
- Grass, Nikolaus (1913–1999), österreichischer Volkskundler, Rechtshistoriker und Staatswissenschaftler
- Graß, Philipp (1801–1876), elsässischer Bildhauer des Klassizismus
- Grass, Samuel (1653–1730), Erster Physikus in Breslau und Mitglied der Leopoldina
- Grass, Samuel (1684–1745), schlesischer Mediziner, Oberarzt in Breslau, Mitglied der „Leopoldina“
- Graß, Stanislaus (* 1885), Polizeipräsident in Bochum
- Grass, Thierry (* 1960), französischer Sprachwissenschaftler und Terminologe
- Grass, Vincent (* 1949), belgischer Film- und Theaterschauspieler
- Graß-Klanin, Leo von (1832–1917), deutscher Rittergutsbesitzer und Parlamentarier
- Grassadonia, Fabio (* 1968), italienischer Drehbuchautor und Filmregisseur
- Grassalkovich, Antal I. (1694–1771), ungarischer Graf und Präsident der Ungarischen Hofkammer
- Grassam, Billy († 1943), schottischer Fußballspieler
- Graßberger, Ernestine (* 1940), österreichische Politikerin (SPÖ) und Funktionärin
- Grassberger, Peter (* 1940), österreichischer Physiker
- Graßberger, Roland (1867–1956), österreichischer Hygieniker
- Graßberger, Roland (1905–1991), österreichischer Jurist, Kriminologe sowie Hochschullehrer
- Grasse, Adrian (* 1975), deutscher Politiker (CDU), MdA
- Grasse, Alexander (* 1968), deutscher Politologe, Germanist, Erziehungswissenschaftler, italienischer Philologe und Hochschullehrer (Universität Gießen)
- Grasse, Edwin (1884–1954), US-amerikanischer Geiger, Pianist, Organist und Komponist
- Grasse, François Joseph Paul de (1722–1788), französischer Admiral, Ritter des Malteserordens und Kommandeur des Ordens vom heiligen LudwigFrançois Joseph Paul de Grasse (1722–1788)

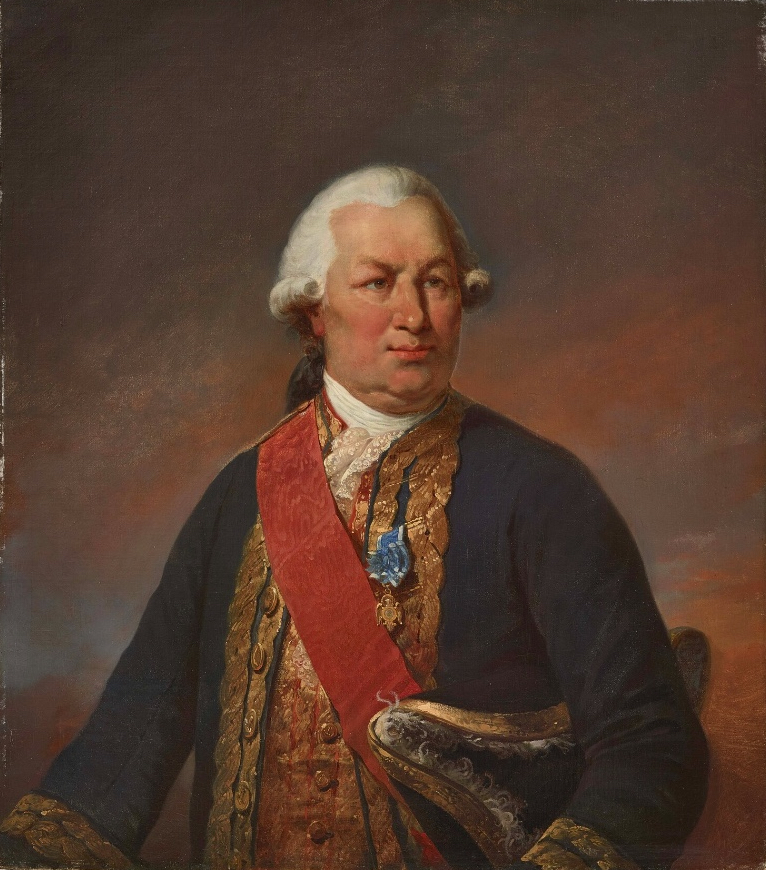
François Joseph Paul de Grasse (1722–1788)

- Grasse, Gerd (* 1943), deutscher Schauspieler
- Grasse, Herbert (1910–1942), deutscher Widerstandskämpfer gegen den Nationalsozialismus (Rote Kapelle)
- Grässe, Johann Georg Theodor (1814–1885), deutscher Bibliograf und Literaturhistoriker
- Grässe, Johann Gottlob (1769–1827), deutscher Schulmann
- Grasse, Kati (* 1969), deutsche Schauspielerin
- Grasse, Martha (* 1901), deutsche Leichtathletin
- Grasse, Paul (1883–1946), deutscher kommunistischer Widerstandskämpfer
- Grassé, Pierre-Paul (1895–1985), französischer Zoologe und Entomologe
- Grasse, Sam De (1875–1953), kanadischer Schauspieler
- Grasse, Silvia De (1922–1978), panamaische Sängerin
- Grasse, Stefan (* 1962), deutscher Konzertgitarrist, Komponist und Musikproduzent
- Grasse, Vanessa (* 1992), britische Schauspielerin
- Grässe, Wolfgang (1930–2008), deutscher Maler und Grafiker
- Grassegger, Hannes (* 1980), Schweizer Journalistin und Publizistin
- Gräßel, Elmar (* 1959), deutscher Mediziner
- Gräßel, Franz (1861–1948), deutscher Maler
- Grässel, Hans (1860–1939), deutscher Architekt und BaubeamterHans Grässel (1860–1939)

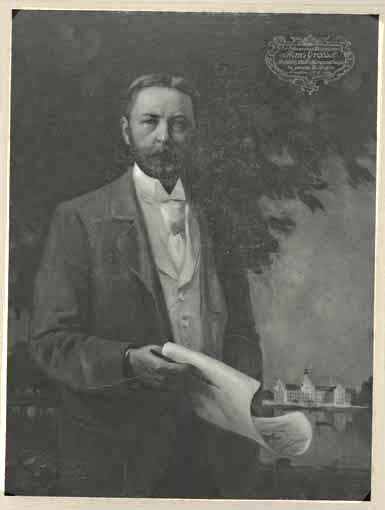
Hans Grässel (1860–1939)

- Grasselli, Jeanette G. (1928–2025), US-amerikanische Chemikerin und Spektroskopikerin
- Grasselli, Viktor (* 1936), deutscher Rechtsanwalt und Bürgermeister
- Grassellino, Anna (* 1981), italienische Elektroingenieurin
- Graßelt, Niklas (* 1993), deutscher Politiker (CDU)
- Grasser, Anton (1891–1976), deutscher General der Infanterie, Inspekteur des Bundesgrenzschutzes
- Grasser, Carl (1845–1902), österreichischer Waffenfabrikant
- Grasser, Erasmus († 1518), deutscher Bildhauer, Skulptor und Baumeister
- Gräßer, Erich (1927–2017), deutscher Hochschullehrer, Theologe und Politiker (Die Tierschutzpartei)
- Grasser, Franz (1911–1944), deutscher Fotograf
- Grasser, Georg (* 1990), österreichischer Fußballspieler
- Grasser, Helmut (* 1961), österreichischer Filmproduzent
- Grasser, Johann Jacob (1579–1627), Schweizer Theologe und Polyhistor
- Grasser, Johann Jacob der Jüngere (1610–1671), Schweizer Theologe
- Gräßer, Jürgen (1940–2010), deutscher Rennfahrer und Bauunternehmer
- Grasser, Karl-Heinz (* 1969), österreichischer Politiker und FinanzministerKarl-Heinz Grasser (* 1969)

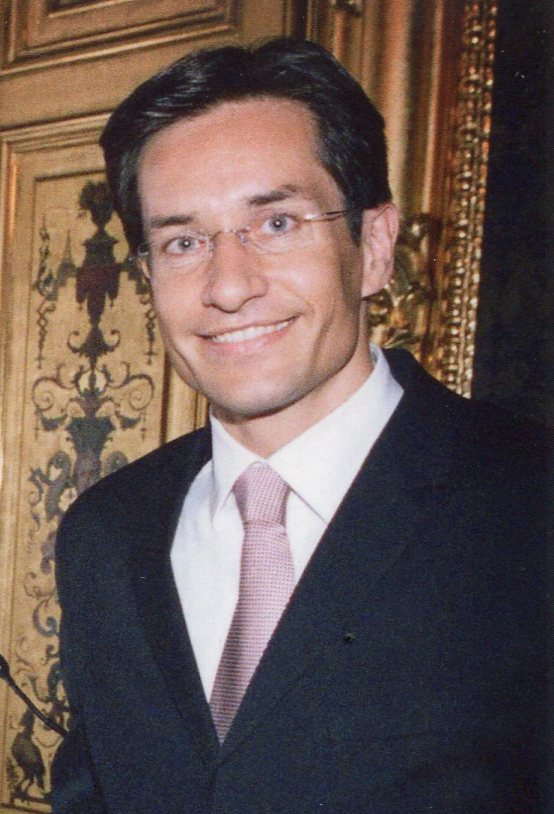
Karl-Heinz Grasser (* 1969)

- Gräßer, Leopold (1825–1895), deutscher Politiker, MdL (Königreich Sachsen)
- Grasser, Markus (* 1972), deutscher Fußballspieler
- Grasser, Patrick (* 1981), deutscher Autor und Religionspädagoge
- Grasser, Tibor (* 1970), österreichischer Blues- und Boogiepianist
- Grassert, Emil (1919–2003), deutscher Maler, Grafiker und Glasmaler
- Grasset de Saint-Sauveur, Jacques (1757–1810), französischer Diplomat, Literat, Zeichner und Publizist
- Grasset, Eugène (1845–1917), schweizerisch-französischer Bildhauer, Maler und Illustrator
- Grasset, Jean-Jacques (1769–1839), französischer Violinist, Komponist und Dirigent
- Grasset, Roger, französischer Jazzmusiker
- Grassetti, Giacomo (1579–1656), italienischer Jesuit
- Grassetti, Ippolito (1603–1663), italienischer Jesuit
- Graßhof, Benjamin Christoph von (1702–1778), deutscher Rechtsgelehrter
- Graßhof, Karin (1937–2025), deutsche Juristin, Richterin des BundesverfassungsgerichtsKarin Graßhof (1937–2025)

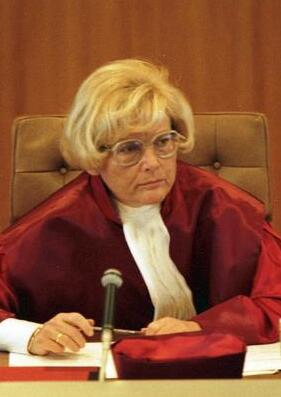
Karin Graßhof (1937–2025)

- Graßhof, Malte (* 1970), deutscher Jurist und Richter
- Grasshoff, Alexander (1928–2008), US-amerikanischer Regisseur
- Grasshoff, Franziska (1957–1999), deutsche Schauspielerin
- Grasshoff, Friederike (* 1985), deutsche Schauspielerin
- Graßhoff, Fritz (1913–1997), deutscher Maler, Zeichner, Schriftsteller und SchlagertexterFritz Graßhoff (1913–1997)

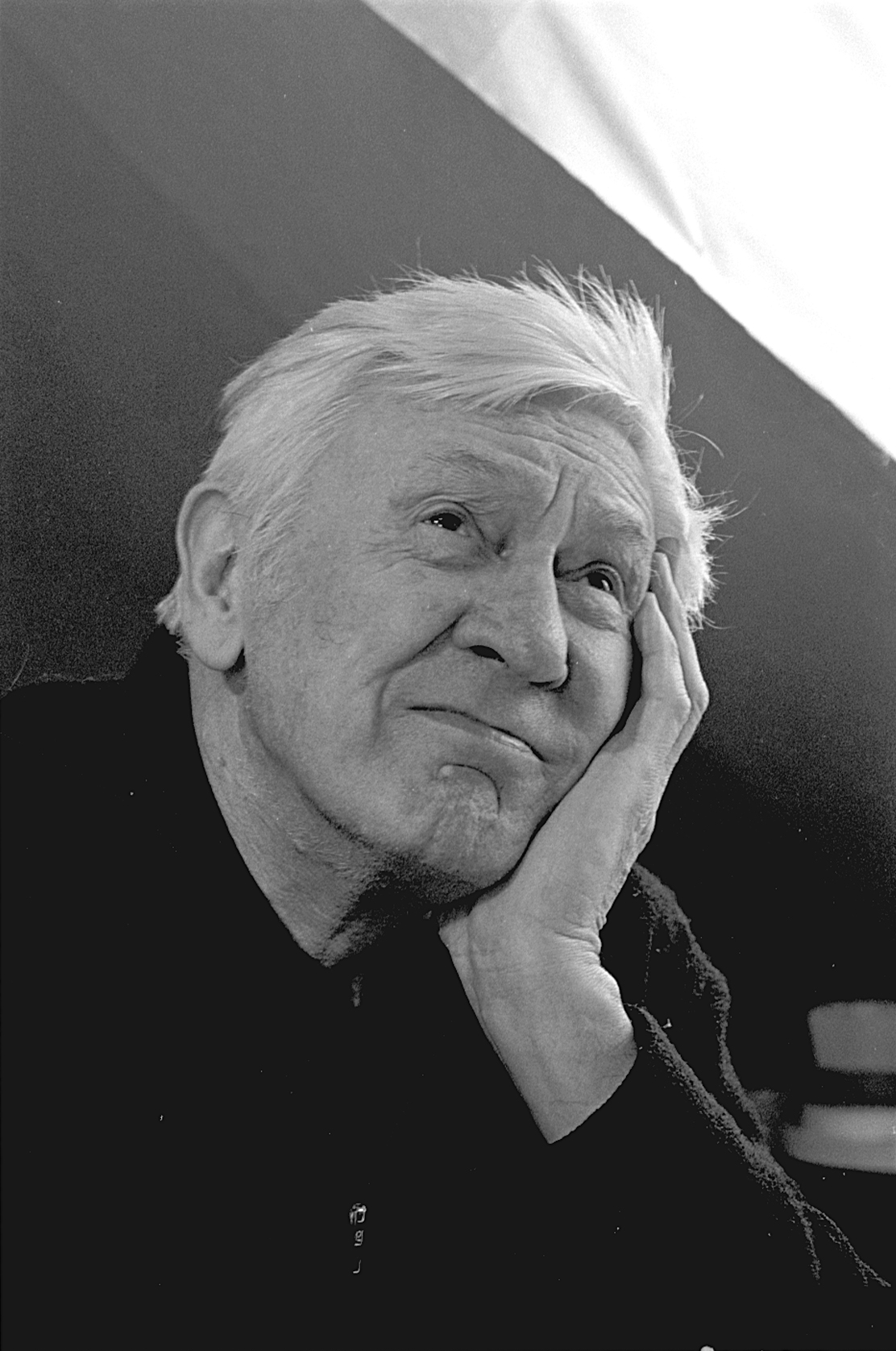
Fritz Graßhoff (1913–1997)

- Graßhoff, Gerd (* 1957), deutscher Wissenschaftshistoriker und Philosoph
- Graßhoff, Hans-Ulrich (* 1943), deutscher Volleyballspieler und -trainer
- Graßhoff, Heinz (1915–2002), deutscher Bauingenieur für Geotechnik
- Graßhoff, Helmut (1925–1983), deutscher Slawist
- Grasshoff, Johann († 1618), deutscher Alchemist
- Grasshoff, Johannes (1836–1871), deutscher Fotograf
- Graßhoff, Kurt (1869–1952), deutscher Konteradmiral
- Graßhoff, Marie (* 1990), deutsche Schriftstellerin
- Grasshoff, Paul T. (* 1969), deutscher Schauspieler
- Grassi, Achille (1456–1523), Kardinal der Römisch-katholischen Kirche
- Grassi, Alberto (* 1995), italienischer Fußballspieler
- Grassi, Alex de (* 1952), US-amerikanischer Gitarrist
- Grassi, Alfio (1766–1827), italienischer Offizier und Militärschriftsteller
- Grassi, Annick (* 1985), deutsche Boulespielerin und Bürgermeisterin
- Grassi, Anton (1755–1807), österreichischer Bildhauer und Porzellanmodelleur
- Grassi, Carlo (1520–1571), Bischof und Kardinal der katholischen Kirche
- Grassi, Cecilia († 1791), italienische Sängerin
- Grassi, Claudio (* 1985), italienischer Tennisspieler
- Grassi, Daniele (* 1993), Schweizer Eishockeyspieler
- Grassi, Danilo (* 1941), italienischer Radsportler, Weltmeister im Radsport
- Grassi, Davide (* 1986), italienischer Fußballspieler
- Grassi, Ernesto (1902–1991), italienischer Philosoph
- Grassi, Franz Dominic (1801–1880), Leipziger Kaufmann und MäzenFranz Dominic Grassi (1801–1880)

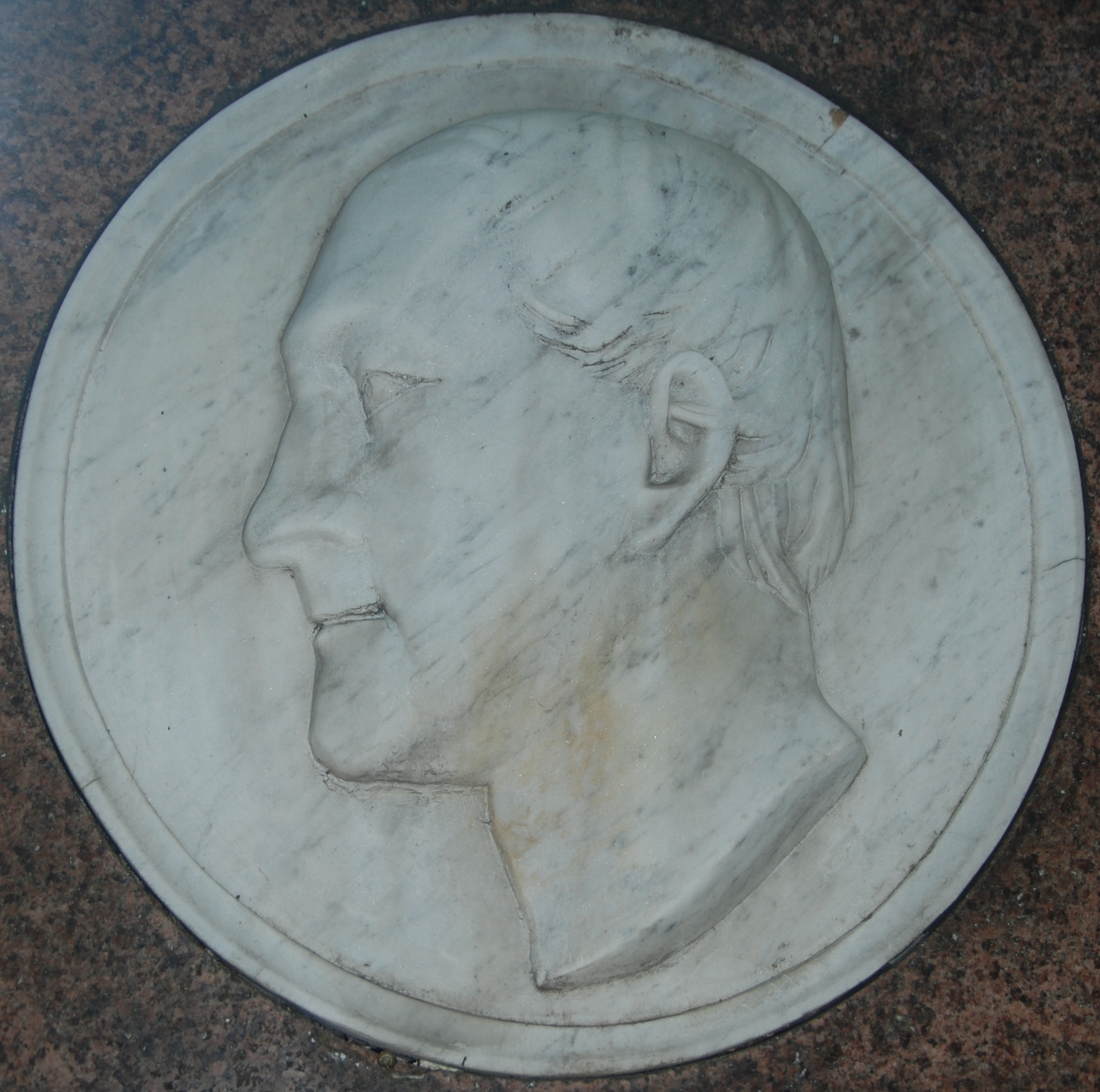
Franz Dominic Grassi (1801–1880)

- Grassi, Giacomo di, italienischer Waffenmeister
- Grassi, Giorgio (* 1935), italienischer Architekt
- Grassi, Giovanni Battista (1854–1925), italienischer Zoologe und Anatom
- Grassi, Giovannino de’ († 1398), italienischer Maler, Bildhauer und Baumeister der Spätgotik
- Grassi, Giuseppe (1883–1950), italienischer Jurist und Politiker (UDN, PLI), Mitglied der Camera dei deputati
- Grassi, Giuseppe (* 1942), italienischer Radrennfahrer
- Grassi, Josef Mathias (1757–1838), österreichischer Maler
- Grassi, Libero (1924–1991), italienischer Unternehmer, Mafiaopfer
- Grassi, Lino (* 1931), italienischer Radrennfahrer
- Grassi, Lou (* 1947), US-amerikanischer Jazzmusiker
- Grassi, Lucas di (* 1984), brasilianischer AutomobilrennfahrerLucas di Grassi (* 1984)

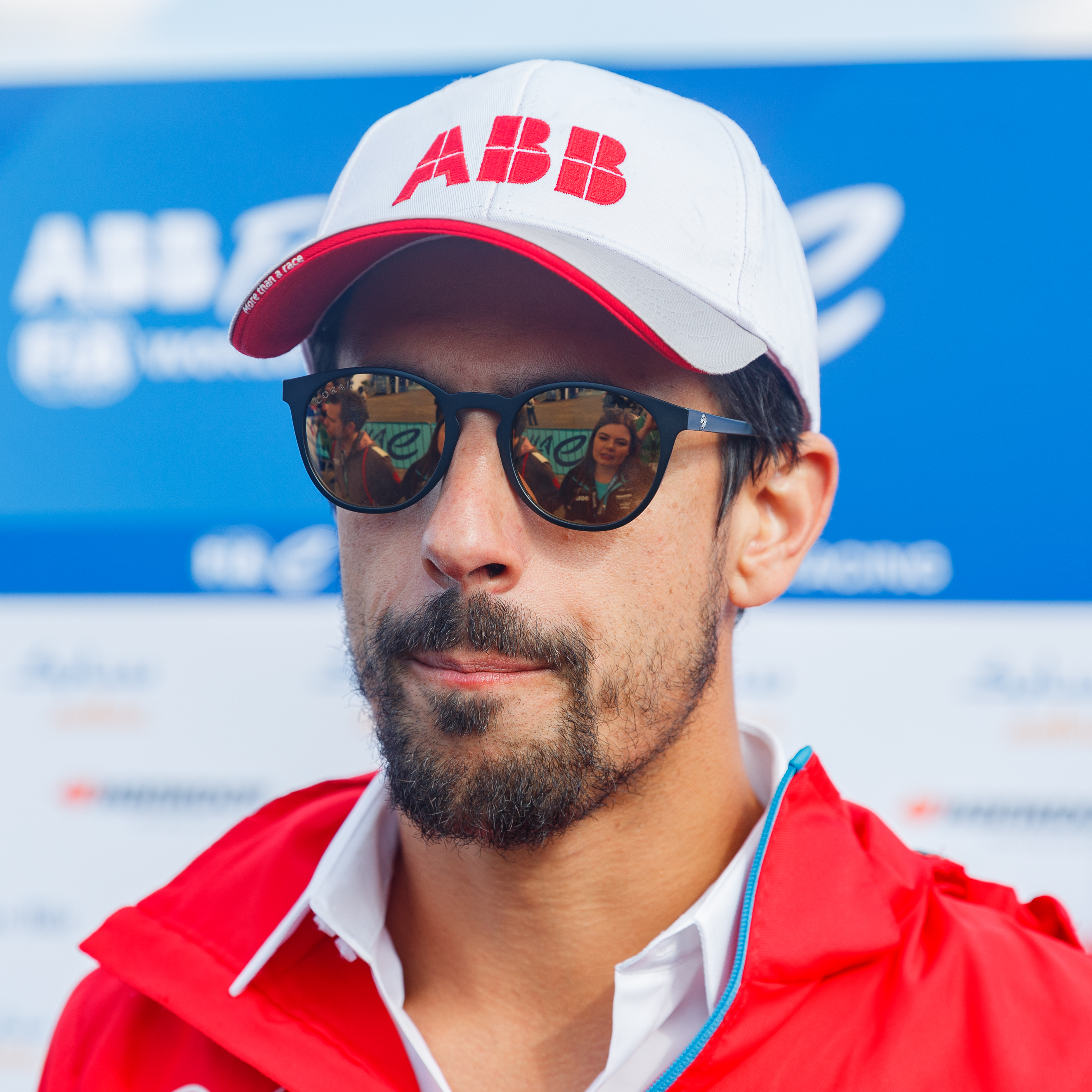
Lucas di Grassi (* 1984)

- Grassi, Luigi, italienischer Opernsänger
- Grassi, Marco (* 1968), Schweizer Fussballspieler
- Grassi, Orazio (1583–1654), italienischer Mathematiker, Astronom und Architekt
- Grassi, Paolo (1919–1981), italienischer Theaterintendant
- Grassi, Tullio (1910–1985), Schweizer Fußballspieler und -trainer
- Grassia, Ninì (1944–2010), italienischer Filmregisseur und Drehbuchautor
- Grassin, Robert (1898–1980), französischer Radrennfahrer
- Grassinger, Armin (* 1977), deutscher Kommunalpolitiker (Unabhängige Wählergemeinschaft Dingolfing), Bürgermeister von Dingolfing
- Grassinger, Dagmar (1954–2025), deutsche Klassische Archäologin
- Grassini, Bruno, italienischer Musicaldarsteller
- Grassini, Giuseppina (1773–1850), italienische Opernsängerin (Alt)Giuseppina Grassini (1773–1850)

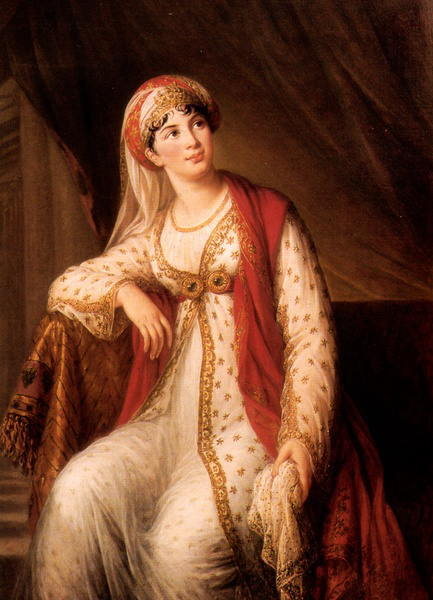
Giuseppina Grassini (1773–1850)

- Grassini, Paolo (* 1954), italienischer Filmregisseur und Drehbuchautor
- Grasskamp, Walter (* 1950), deutscher Kunstkritiker und -soziologe
- Graßl, Anton (1909–1990), deutscher Ministerialbeamter
- Grassl, Daniel (* 2002), italienischer Eiskunstläufer
- Graßl, Erich (1913–2008), deutscher Allgemeinarzt und Psychologe
- Grassl, Florian (* 1980), deutscher Skeletonfahrer
- Graßl, Franz (* 1965), deutscher Bergsteiger und Alpinsportler
- Grassl, Georg (1865–1948), Verbandsfunktionär, Volkstumspolitiker, Chefredakteur und Schulpädagoge
- Graßl, Georg (1926–1995), deutscher Politiker (CSU), MdL
- Grassl, Gerald (* 1953), österreichischer Schriftsteller
- Grassl, Hans (1908–1980), österreichischer Bauingenieur
- Graßl, Hartmut (* 1940), deutscher Klimaforscher
- Graßl, Herbert (* 1948), österreichischer Althistoriker
- Grassl, Hermann (1896–1969), deutscher Politiker (NSDAP), MdR und SA-Führer
- Grassl, Johannes (* 1976), Schweizer Autor
- Gräßl, Josef (1887–1964), deutscher Bäckermeister und Politiker
- Graßl, Judith (* 1968), deutsche Skibergsteigerin
- Grassl, Martin (* 1958), deutscher Filmkomponist
- Graßl, Maximilian (* 1991), deutscher Skeletonsportler
- Graßl, Michael (* 1956), deutscher Bildhauer
- Grassl, Otto (1891–1976), deutscher Maler und Grafiker
- Grassl, Waltraud, tschechoslowakisch-deutsche Rennrodlerin
- Graßl, Wolfgang (1970–2010), deutscher alpiner Skirennläufer und -trainer
- Gräßle, Ingeborg (* 1961), deutsche Politikerin (CDU), MdL, MdEP, MdB
- Grassle, Karen (* 1942), US-amerikanische SchauspielerinKaren Grassle (* 1942)

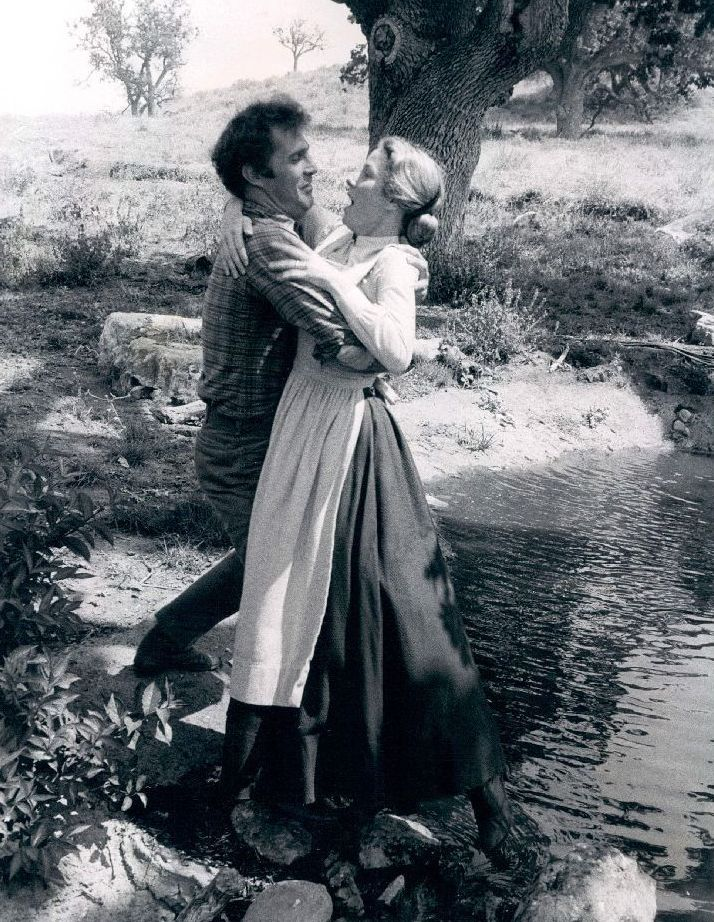
Karen Grassle (* 1942)

- Grässle, Robert (1887–1964), deutscher Steinmetz und Bildhauer
- Gräßle, Thomas (* 1976), deutscher Schauspieler
- Grassler, Franz (1912–1998), österreichischer Jurist und Autor
- Gräßler, Fritz (1904–1972), deutscher Politiker (SPD), MdL
- Grassler, Herbert (* 1973), österreichischer Fußballspieler und -trainer
- Gräßler, Iris (* 1969), deutsche Maschinenbauingenieurin
- Graßler, Ludwig (1925–2019), deutscher Bergwanderer und Autor von Wanderführern
- Gräßler, Ulrike (* 1987), deutsche Skispringerin
- Grassley, Chuck (* 1933), amerikanischer Politiker der Republikanischen ParteiChuck Grassley (* 1933)

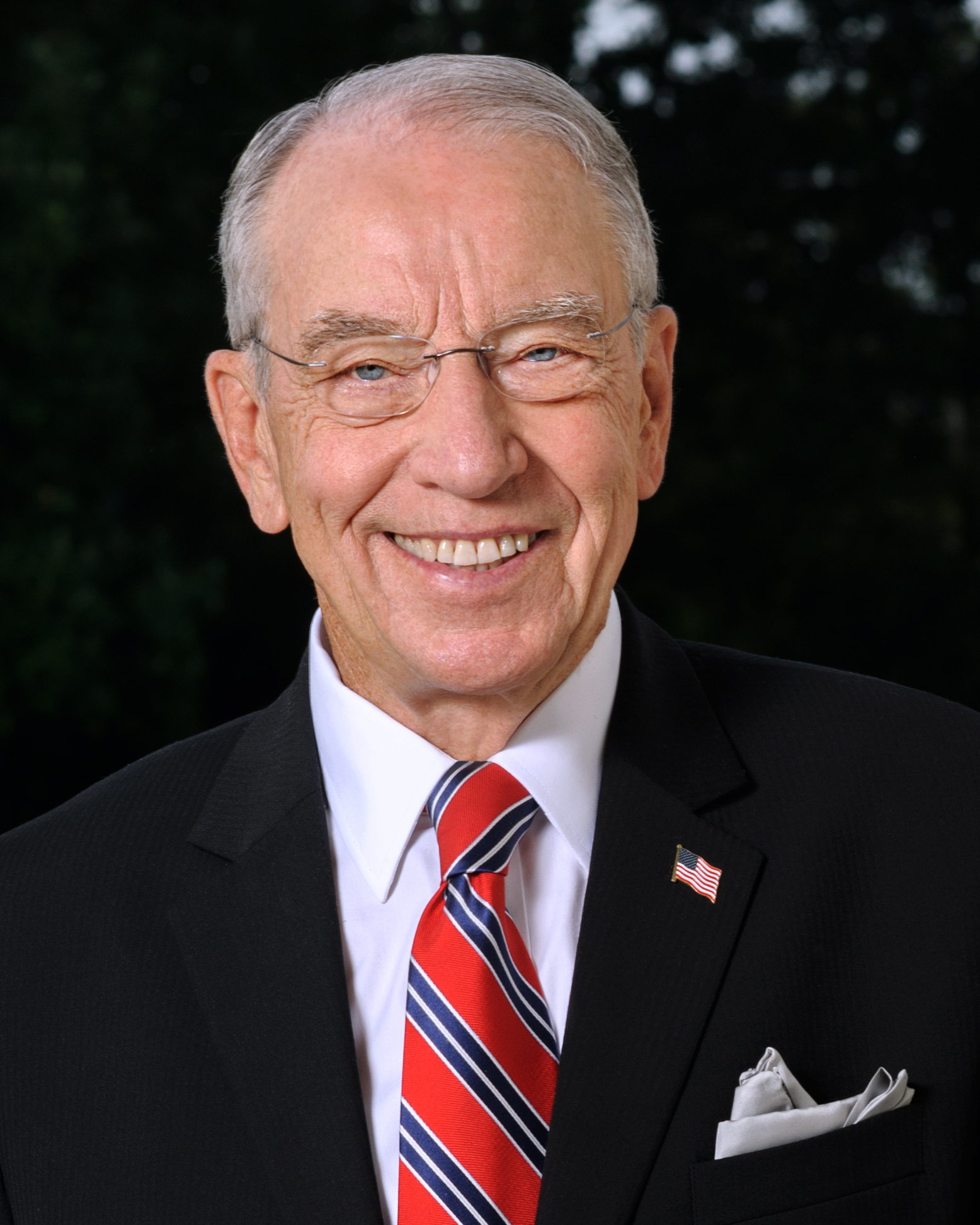
Chuck Grassley (* 1933)

- Grässli, Muriel (* 1987), Schweizer Volleyball- und Beachvolleyballspielerin
- Grässlin, Bärbel (* 1954), deutsche Galeristin und Kunsthändlerin
- Grässlin, Jürgen (* 1957), deutscher Publizist und Friedensaktivist
- Gräßmann, Adolf (* 1938), deutscher Biochemiker und Mediziner, Erfinder der Mikroinjektion
- Graßmann, Albert, deutscher Fußballspieler
- Graßmann, Andreas (* 1982), deutscher römisch-katholischer Theologe
- Graßmann, Antjekathrin (* 1940), deutsche Historikerin
- Graßmann, Ferdinand (1843–1918), deutscher Jurist und Politiker (NLP), MdR
- Grassmann, Franz (* 1987), österreichischer Radrennfahrer
- Grassmann, Fritz (1913–1969), deutscher Politiker (SPD), MdA
- Graßmann, Georg (1825–1901), Bürgermeister und Abgeordneter
- Graßmann, Gottfried Ludolf (1738–1798), deutscher evangelisch-lutherischer Geistlicher und Agrarschriftsteller
- Graßmann, Günther (1900–1993), deutscher Maler und Grafiker
- Graßmann, Hans (* 1960), deutscher Physiker und Autor
- Graßmann, Heike (* 1971), deutsche Wissenschaftsmanagerin und politische Beamtin
- Graßmann, Hermann (1809–1877), deutscher MathematikerHermann Graßmann (1809–1877)

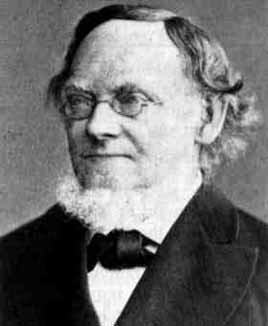
Hermann Graßmann (1809–1877)

- Graßmann, Hermann der Jüngere (1857–1922), deutscher Mathematiker
- Graßmann, Josef von (1864–1928), deutscher Beamter und Industrieller
- Graßmann, Justus Günther (1779–1852), deutscher Gymnasiallehrer und Mathematiker
- Graßmann, Peter (1873–1939), deutscher Gewerkschafter und Politiker (SPD), MdR
- Grassmann, Peter (1907–1994), deutsch-schweizerischer Physiker, Mathematiker und Hochschullehrer
- Grassmann, Peter (* 1939), deutscher Manager
- Grassmann, Ralph (1957–2008), deutscher Virologe und Hochschullehrer
- Graßmann, Robert (1815–1901), deutscher Verleger und Schriftsteller
- Graßmann, Siegfried (* 1935), deutscher Lehrer, Schulleiter und Vorsitzender des Verbandes der Geschichtslehrerinnen und -lehrer Deutschlands
- Graßmann, Walther Hellmuth Karl Otto (1885–1918), deutscher Ornithologe
- Grassmann, Werner (1888–1943), deutscher Vizeadmiral der Kriegsmarine
- Grassmann, Wolfgang (1898–1978), deutscher Chemiker, KWI-Direktor
- Graßmel, Nadine (* 1979), deutsche Politikerin (SPD), MdL Brandenburg
- Graßmück, Daniel (* 1987), österreichischer Badmintonspieler
- Grassmuck, Volker (* 1961), deutscher Publizist und Soziologe
- Grassmüller, Heinrich (1632–1683), deutscher lutherischer Prediger
- Graßnack, Christiane (* 1967), deutsche Juristin, Richterin am Bundesgerichtshof
- Graßnick, Martin (1917–2020), deutscher Architekt, Architekturhistoriker und Denkmalpfleger
- Grasso, Alexa (* 1993), mexikanische Mixed-Martial-Arts-KämpferinAlexa Grasso (* 1993)

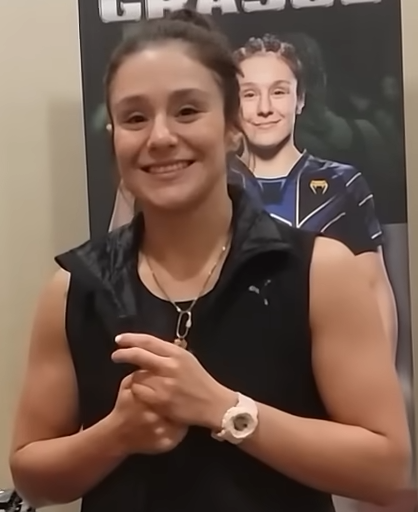
Alexa Grasso (* 1993)

- Grasso, Alfio (* 1912), italienischer Jazz- und Unterhaltungsmusiker
- Grasso, Ella T. (1919–1981), US-amerikanische Politikerin und Gouverneurin von Connecticut
- Grasso, Franz Ludwig (1798–1870), Landrat des Kreises Paderborn (1842–??)
- Grasso, Luigi (* 1986), italienischer Jazzmusiker (Saxophone, Komposition)
- Grasso, Mario (1941–2018), Schweizer Illustrator und Autor
- Grasso, Pasquale (* 1988), italienischer Jazzmusiker (Gitarre, Komposition)
- Grasso, Pietro (* 1945), italienischer Jurist und Politiker
- Grasso, Richard (* 1946), US-amerikanischer Vorsitzender der New York Stock Exchange
- Grasso, Silvana (* 1952), italienische Schriftstellerin, Übersetzerin und Journalistin
- Grassoldt, Bernhard (1695–1754), böhmischer Jesuit
- Grassotto, Matteo (* 1980), italienischer Rennfahrer
- Grassow, Dennis (* 1971), deutscher Fußballspieler
- Grassow, Mathias (1963–2025), deutscher Musiker
- Grassow, Tina (* 1988), deutsche Shorttrackerin
- Grassy, József (1894–1946), ungarischer Offizier und Kriegsverbrecher im Zweiten Weltkrieg

### Grast
- Grastorf, Robert (1872–1952), deutscher Bauingenieur, Bauunternehmer und Straßenbauer

### Grasu
- Grasu, Nicoleta (* 1971), rumänische Leichtathletin

### Grasw
- Graswander, Helene (* 1952), österreichische Skirennläuferin
- Graswander-Hainz, Karoline (* 1974), österreichische Politikerin (SPÖ), MdEP
- Graswinckel, Theodor (1600–1666), niederländischer Jurist
- Graswurm, Joachim (1934–1986), deutscher Jazzmusiker

### Grasz
- Graszl, Ottilie (1916–1993), österreichische Tischtennisspielerin